# Cecilia Suárez

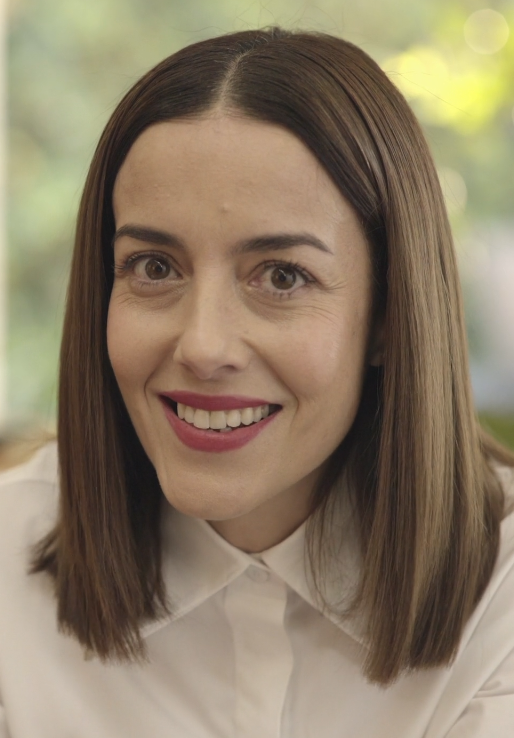
Cecilia Suárez, 2019

María Cecilia Suárez de Garay, beruflich bekannt als Cecilia Suárez (geboren am 22. November 1971 in Tampico), ist eine spanisch-mexikanische Schauspielerin und Aktivistin gegen Femizid, Gewalt gegen Frauen und Menschenrechte. Sie trat im Film, Fernsehen und Theater in den USA, Mexiko und Spanien und wurde 2009 für den Emmy als beste Schauspielerin für ihre Rolle in Capadocia nominiert. Laut Ignacio Sánchez Prado, einem mexikanischen Filmhistoriker genießt Suárez in Mexiko einen Ikone-Status als Schauspielerin in Mexikos erfolgreichsten Filmen.:152

## Frühes Leben
Suárez wurde in Tampico geboren und aufgewachsen, einer kleinen Küstenregion im nordmexikanischen Bundesstaat Tamaulipas. Sie hat drei Schwestern, darunter die Regisseurin Mafer Suárez; Suárez hat familiäre Wurzeln in Asturien, Spanien, und besitzt die spanische Doppelstaatsbürgerschaft ihres Großvaters, eines Asturiers, der nach Mexiko ausgewandert war.

## Karriere
Suárez hat gesagt, sie habe nie davon geträumt, Schauspielerin zu werden. Sie zog 1991 in die USA, um an der Illinois State University zu studieren. Eigentlich wollte sie Jura studieren, doch dann entschied sie sich für das Theater, inspiriert von ihrer älteren Schwester Mafer. Sie schloss ihr Studium 1995 als Abschiedsrednerin des Theaterprogramms ab und erhielt das Jean-Scharfenberg-Stipendium. Als sie das College verließ, erhielt sie außerdem den Steppenwolf Theatre Acting Fellowship Award und debütierte am Steppenwolf Theatre in Chicago. Während ihres Aufenthalts in Illinois spielte Suárez die Hauptrolle in mehreren klassischen Stücken und nahm am Illinois Shakespeare Festival teil. In den späten 1990er Jahren spielte sie die Hauptrolle in Sex, Shame and Tears, dem zweiten Film des Nuevo Cine Mexicano, der „ihr erster Triumph“ war. Auf die Frage nach ihren Erfahrungen bei den Dreharbeiten zu Sex, Shame and Tears antwortete sie, dass sie sich sehr positiv daran erinnere, weil sie dadurch „Teil der Geschichte des Kinos [ihres] Landes wurde“.
Etwa zu dieser Zeit lernte Suárez den späteren Filmemacher Manolo Caro kennen, als er 14 Jahre alt war. Sie besuchte eine Aufführung in seiner Schule in Guadalajara; ihr Cousin war Caros Lehrer und stellte die beiden einander vor. Caro studierte anschließend Architektur, aber die beiden wurden Freunde, als er nach Mexiko-Stadt zog, um sich dem Filmemachen zu widmen. Suárez wird als Caros Muse bezeichnet und hat mit einer Ausnahme in allen seinen Werken mitgespielt; in Amor de mis amores hatte sie keine Rolle, weil Caro sie „nicht erzwingen wollte“.
Nach dem Erfolg von Sex, Shame and Tears arbeitete Suárez Anfang der 2000er Jahre hauptsächlich in großen Kinofilmen, darunter in den Hollywood-Filmen Spanglish, The Three Burials of Melquiades Estrada und The Air I Breathe. Hinzu kamen Arbeiten im mexikanischen Film und Fernsehen. In beiden Medien arbeitete Suárez mehrfach mit dem Schauspieler Gael García Bernal zusammen, darunter in dem 2002 erschienenen US-amerikanischen Fernsehspielfilm Fidel & Che, in dem sie Fidel Castros Lebensgefährtin Celia Sánchez verkörperte. Ebenso arbeitete Suárez mit dem Regisseur Ernesto Contreras zusammen, in dessen Filmen sie zwei gefeierte Rollen übernahm. Sie setzte ihre erfolgreiche Arbeit am Theater fort und spielte in dieser Zeit Rollen an der Seite von Juan Manuel Bernal, sowohl auf der Bühne als auch in Film und Fernsehen. In den 2000er Jahren wurde sie unter anderem für ihren ersten Premio Ariel nominiert. 2008 begann sie, in der HBO-Serie Capadocia mitzuspielen, wo sie zunächst die weibliche Gefangene La Bambi spielte und nach Bambis Tod als Gefängnispsychologin in die Serie zurückkehrte. Da die Serie intensivere Themen behandelte und eine der ersten Serien war, die sich um verschiedene Persönlichkeiten in einem Frauengefängnis drehte, verbrachte Suárez viel Zeit mit der Recherche und der anschließenden mentalen Vorbereitung auf beide Rollen. Im Jahr 2009 wurde sie für ihre Rolle als La Bambi für einen Emmy nominiert und war damit die erste spanischsprachige Schauspielerin, die eine solche Nominierung erhielt.

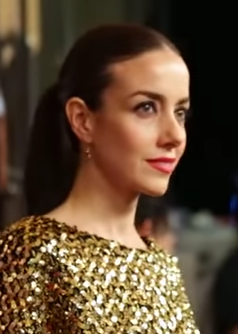
Suárez bei der Vorstellung des Films Nos vemos, papá, 2011.

## Privatleben
Von 2001 bis 2003 hatte Suárez eine Beziehung mit ihrem Schauspielkollegen Gael García Bernal ein. 2002 spielten sie zusammen in dem Historienfilm Fidel & Che die Rollen des Che Guevara und Celia Sánchez. Von 2009 bis 2010 war sie mit dem Schauspieler Osvaldo de León liiert, mit dem sie einen Sohn hat, der im April 2010 geboren wurde.

## Auszeichnungen und Ehrungen
Suárez wurde zweimal für den mexikanischen Filmpreis Premio Ariel nominiert. 2009 wurde sie für den Emmy als beste Schauspielerin nominiert, für ihre Rolle der La Bambi in der Fernsehserie Capadocia; sie war die erste spanische Muttersprachlerin und erste Mexikanerin, der für den Preis nominiert wurde. 2013 gewann sie den Preis als beste Darstellerin beim Guadalajara International Film Festival für ihre Rolle in Tercera llamada. 2004 und 2005 wurde sie für den mexikanischen MTV Movie Award, für ihre Rollen in Sin ton ni sonia und Puños Rosas nominiert.
2018 dreimal für ihr Lebenswerk geehrt, dem mexikanischen Premio Cuervo Tradicional, dem spanischen Bazaar Actitud 43/Actitud Expresiva, und dem mexikanischen Nationalen Theater Lebenswerk-Preis ausgezeichnet.
In 2019 gewann sie den Platino Award als beste Fernsehschauspielerin für ihre Rolle der Paulina de la Mora in The House of Flowers. 2020 gewann sie den Preis erneut für dieselbe Rolle.

## Filmografie
- 2003: Ohne Sinn und Zweck (Sin ton ni Sonia)
- 2005: Three Burials – Die drei Begräbnisse des Melquiades Estrada (Los tres entierros de Melquiades Estrada)
- 2009: Fünf Tage ohne Nora (Cinco días sin Nora)
- 2018: Overboard
- 2018–2020: Blumige Aussichten (The House of Flowers, Fernsehserie, 34 Folgen)
- 2023: Lluvia
- 2024: Zorro (Fernsehserie)
- 2025: Der Gärtner (El jardinero, Miniserie)